# Ivittuut
Ivittuut (zastarale Ivittut, Ivigtut nebo Ivigtût) je zaniklá důlní osada v kraji Sermersooq v Grónsku. Těžil se tu především kryolit. Byla založena v roce 1799 a po 188 letech provozu byla v roce 1987 zastavena těžba, ale obydlená byla až do roku 2012, přičemž v letech 1999 a 2005 dočasně zanikla. Název osady znamená „travnaté místo“.[zdroj⁠?!]
V oblasti se dříve nacházela tzv. Západní osada, založená Nory. Jediné přeživší osady v oblasti jsou však v současnosti pouze Qassimiut a Arsuk.

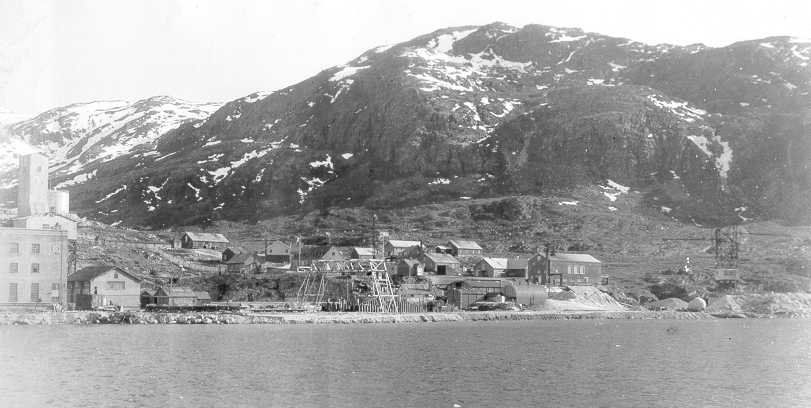
Důl v Ivittuutu, fotografie z roku 1940